# Список князей-соправителей Андорры
В списке представлены главы государства Андорры со времени, когда над страной был установлен двойной сюзеренитет по акту-пареажу от 8 сентября 1278 года между графом де Фуа Роже Бернаром III и епископом Урхельским Пере д’Урчем.
Конституция, одобренная на прошедшем 14 марта 1993 года референдуме и вступившая в силу 28 апреля, утвердила парламентскую демократию, сохранив в качестве формы правления государства сокняжество (дуумвират), в котором главой исполнительной власти является глава правительства. Правящие сюзерены, которыми ex officio являются епископ Урхельский и президент Французской Республики, наделены равными ограниченными полномочиями без права вето на действия правительства и представлены в Андорре своими делегатами. Как соправители Андорры, президент Франции и епископ Урхельский обеспечивают выполнение соглашений с Францией и Испанией по вопросам обеспечения внутренней безопасности, защиты андоррской территории, дипломатическому представлению страны, судебного и уголовного сотрудничества. Конституция различает их полномочия, осуществляемые самостоятельно, и полномочия, требующие консигнации правительством либо Генеральным советом долин (однопалатным парламентом). К первым, в частности, относятся совместное использование «прерогативы благодати» (права прощения); право назначить по одному члену в Высший совет юстиции и по одному в Конституционный трибунал; право обращения в Конституционный трибунал при конфликте по вопросам осуществления их прерогатив. Ко вторым, в частности, объявление выборов или референдумов; назначение главы правительства; досрочный роспуск Генерального совета долин (но не ранее, чем через год после парламентских выборов); назначение дипломатических представителей в иностранных государствах и приём верительных грамот иностранных послов; назначение ряда должностных лиц; санкционирование и утверждение законов; предоставление официального согласия на международные договоры после их ратификации Генеральным советом долин.
В списке представлены князья-соправители Андорры, при этом отдельно показаны лица, замещающие кафедру епископа Урхельского как одного из соправителей (), и отдельно главы французского государства и их предшественники, являющиеся другим соправителем страны (). Для удобства списки соправителей разделены на принятые в историографии периоды истории Андорры и Франции, при этом для республиканской формы правления партийная принадлежность персон и выборные процедуры не отражены, последовательные каденции одного лица объединены. Приведённые в преамбулах к каждому из разделов описания этих периодов призваны пояснить их особенности. До 5 (15) октября 1582 года, когда папой римским Григорием XIII в католических странах был введён григорианский календарь, также приведены юлианские даты.
Имена персоналий последовательно приведены как каталанские (для епископов Урхельских) и французские (для глав французского государства с XIX века). В связи с преобладанием в графстве Фуа окситанского и каталанского языков, для графов Фуа, включая обладавших этим титулом через личную унию королей Наварры и королей Франции, приведены имена на этих языках.

## Урхельские князья-соправители

Архипресвитерство Долин Андорры

Первоначально епископы Урхеля (или Уржеля, исп. Obispo de Urgel, кат. Bisbe d’Urgell), главы Уржельской епархии Римско-католической церкви, осуществляли власть как сосеньоры Андорры под своими церковными титулами (Божественным состраданием епископ Урхеля, лат. Miseratione divina episcopus Urgellensis; Милостью Божьей, епископ Урхеля, лат. Dei gratia Urgellensis episcopus и т. д.); первое известное использование иерархом княжеского титула зафиксировано в обнародованном 2 марта 1663 году указе. Устойчивой формой титула стало Суверенный князь Долин Андорры (исп. Príncipe Soberano de los Valles de Andorra, кат. Príncep Sobirà de les Valls d’Andorra, лат. Supremus Vallium Andorrae Princeps).
Приведённые даты начала полномочий епископов соответствуют датам их назначения Святым Престолом на урхельскую кафедру в соответствии с Hierarchia Catholica и Acta Apostolicae Sedis (ранее выпускавшемуся как Acta Sanctae Sedis); даты окончания определяются либо документом о переводе лица на другую кафедру, либо его смертью или отставкой согласно тех же источников.
До XX века периоды вакансии, связанные с продолжительностью процедур назначения Святым Престолом преемников на свободную епископскую кафедру, отдельно не показаны, поскольку были правилом, почти не имевшим исключений. В такие периоды (кат. Seu vacant) епископальные органы управления не воспринимали на себя права андоррского сюзерена, поддерживая только административное взаимодействие по кругу андоррских вопросов, — исключением стала работа в 1551—1552 годах апостольского администратора Урхеля (кат. Administrador apostòlic d’Urgell). В XX веке временное назначение апостольских администраторов, а также капитулярных викариев Урхеля (кат. Vicari capitular d’Urgell) с целью замещения пустующей кафедры стало регулярным.

### До аннексии Францией (1278—1812)
8 сентября 1278 года между графом де Фуа Роже Бернаром III и епископом Урхельским Пере д’Урчем был оформлен акт-пареаж об установлении двойного сюзеренитета над Андоррой.
Сложившаяся с 1278 года система государственности Андорры была прекращена указом императора Наполеона I от 26 января 1812 года о включении её в состав Каталонии, организованной как территория под управлением армии Франции.
| Портрет      | Имя (годы жизни) | Правление        | Правление        | Пр.                  |
| Портрет      | Имя (годы жизни) | Начало           | Окончание        | Пр.                  |
| ------------ | --- | ---------------- | ---------------- | -------------------- |
|              | Пере д’Урч-и-де-Матаплана (?—1293) кат. Pere d’Urtx i de Mataplana                                                                                    | 8 сентября 1278  | 12 января 1293   | [ 9 ] [ 10 ]         |
|              | Жильем де Монкада-и-де-Нарбона (?—1308) кат. Guillem de Montcada i de Narbona                                                                         | 19 декабря 1295  | 3 ноября 1308    | [ 11 ] [ 12 ]        |
|              | Рамон Требайлья (?—1326) кат. Ramon Trebailla | 29 июля 1309     | 12 мая 1326      | [ 13 ] [ 14 ] [ 15 ] |
|              | Арнау Гильем де Льорда (?—1346) кат. Arnau Guillem de Llordà                                                                                          | 27 июня 1326     | 3 октября 1341   | [ 16 ] [ 17 ]        |
|              | Пере де Нарбонна-и-д’Илья-Джорда (?—1344) кат. Pere de Narbona i d’Illa-Jorda                                                                         | 17 декабря 1341  | 1344             | [ 13 ] [ 18 ] [ 19 ] |
|              | Никола Капокси (?—1368) кат. Nicola Capocci урожд. Николло Капоччи дей Монти итал. Niccolò Capocci dei Monti                                          | 13 июня 1348     | 17 декабря 1350  | [ 20 ] [ 21 ] [ 22 ] |
|              | Уг Десбак (?—1361) кат. Hug Desbac | 25 октября 1351  | 20 февраля 1361  | [ 13 ] [ 23 ]        |
|              | Гильем Арнау-и-Патау (?—1364) кат. Guillem Arnau i Patau                                                                                              | 12 января 1362   | 29 июня 1364     | [ 24 ] [ 25 ]        |
|              | Пере де Льюна (?—1370) кат. Pere de Lluna | 10 февраля 1365  | 1370             | [ 4 ] [ 26 ]         |
|              | Беренгер д’Эриль-и-де-Пальярс (?—1387) кат. Berenguer d’Erill i de Pallars                                                                            | 20 сентября 1370 | 3 мая 1387       | [ 27 ] [ 28 ]        |
|              | Галсеран де Виланова (?—1415) кат. Galceran de Vilanova                                                                                               | 11 марта 1388    | 15 апреля 1415   | [ 29 ] [ 30 ]        |
| [ комм. 12 ] | Галсеран де Виланова (?—1415) кат. Galceran de Vilanova                                                                                               |                  |                  | [ 29 ] [ 30 ]        |
|              | Франсеск де Товия (?—1436) кат. Francesc de Tovia | 15 ноября 1416   | 14 апреля 1436   | [ 13 ] [ 32 ]        |
|              | Арнау Рожер де Пальярс-и-д’Оркау (1408—1461) кат. Arnau Roger de Pallars i d’Orcau                                                                    | 19 июля 1437     | 16 августа 1461  | [ 33 ] [ 34 ]        |
|              | Жауме Франсеск Фолк де Кардона-и-д’Араго (1405—1466) кат. Jaume Francesc Folc de Cardona i d'Aragó                                                    | 23 сентября 1461 | 1 декабря 1466   | [ 35 ] [ 36 ]        |
|              | Родерик де Борджа-и-Эскрива (1431—1503) кат. Roderic de Borja i Escrivà                                                                               | 27 ноября 1467   | 11 декабря 1472  | [ 37 ] [ 38 ]        |
|              | Пере Фолк де Кардона (?—1530) кат. Pere Folc de Cardona                                                                                               | 11 декабря 1472  | 8 января 1515    | [ 39 ] [ 40 ] [ 41 ] |
| [ комм. 16 ] | Пере Фолк де Кардона (?—1530) кат. Pere Folc de Cardona                                                                                               |                  |                  | [ 39 ] [ 40 ] [ 41 ] |
|              | Жоан д’Эспес-и-Сескомес (?—1530) кат. Joan d’Espés i Sescomes                                                                                         | 18 апреля 1515   | 24 октября 1530  | [ 13 ] [ 43 ] [ 44 ] |
|              | Пере Жордан д’Уррьес (?—1533) кат. Pere Jordan d’Urries                                                                                               | 15 мая 1532      | 10 января 1533   | [ 13 ] [ 45 ]        |
|              | Франсеск Жордан д’Уррьес (?—1551) кат. Francesc Jordan d’Urries                                                                                       | 8 июня 1534      | 26 октября 1551  | [ 46 ] [ 47 ]        |
|              | апостольский администратор Урхеля Жоан Пуньет (?—1552) кат. Joan Punyet                                                                               | 26 октября 1551  | 22 октября 1552  | [ 4 ]                |
|              | Микел Деспуч-и-Вакарте (?—1559) кат. Miquel Despuig i Vacarte                                                                                         | 22 октября 1552  | 13 апреля 1556   | [ 48 ] [ 49 ] [ 50 ] |
|              | Жоан Перес Гарсия де Оливан (?—1560) кат. Joan Pérez García de Oliván                                                                                 | 24 апреля 1556   | 23 сентября 1560 | [ 13 ] [ 51 ]        |
|              | Пере де Кастелье-и-д’Икар (?—1571) кат. Pere de Castellet i d’Icart                                                                                   | 8 августа 1561   | 1 февраля 1571   | [ 52 ] [ 53 ]        |
|              | Жоан Димес Льорис (?—1598) кат. Joan Dimes Lloris | 9 июня 1572      | 4 июля 1576      | [ 54 ] [ 55 ] [ 56 ] |
|              | Микел Жерони Морель (1531—1579) кат. Miquel Jeroni Morell                                                                                             | 21 февраля 1578  | 23 августа 1579  | [ 13 ] [ 57 ]        |
|              | Хуго Амброс де Монкада-и-Кардона Толка-и-Манрике де Лара (?—1586) кат. Hugó Ambròs de Montcada i Cardona Tolca i Manrique de Lara                     | 9 мая 1580       | 8 декабря 1586   | [ 13 ] [ 58 ]        |
|              | Андреу Капелья (1529—1609) кат. Andreu Capella | 29 января 1588   | 22 сентября 1609 | [ 59 ] [ 60 ] [ 61 ] |
|              | Бернат де Салба-и-де-Салба (1553—1620) кат. Bernat de Salbà i de Salbà                                                                                | 26 мая 1610      | 24 февраля 1620  | [ 13 ] [ 62 ]        |
|              | Луис Диес де Ауш де Армендарис-и-Сааведра (1571—1627) кат. Luís Díez de Aux de Armendáriz i Saavedra                                                  | 8 августа 1622   | 3 января 1627    | [ 63 ] [ 64 ] [ 65 ] |
|              | Антони Перес (1562—1637) кат. Antoni Pérez урожд. Антони Машо-и-Перес кат. Antoni Maxó i Pérez                                                        | 17 мая 1627      | 21 февраля 1633  | [ 13 ] [ 66 ]        |
|              | Жоан Пау Дуран (1582—1651) кат. Joan Pau Duran | 9 января 1634    | 18 февраля 1651  | [ 67 ] [ 68 ] [ 69 ] |
|              | Жоан Мануэл де Эспиноса (1597—1679) кат. Joan Manuel de Espinosa урожд. Хуан де Эспиноса-и-Мануэль де Медина исп. Juan de Espinosa y Manuel de Medina | 25 октября 1655  | 26 ноября 1663   | [ 70 ] [ 71 ] [ 72 ] |
|              | Мелсиор де Палау-и-Боска (1600—1670) кат. Melcior de Palau i Boscà                                                                                    | 23 июня 1664     | 29 апреля 1670   | [ 73 ] [ 74 ]        |
|              | Пере де Копон-и-де-Тейшидор (1620—1681) кат. Pere de Copons i de Teixidor                                                                             | 22 декабря 1670  | 16 марта 1681    | [ 13 ] [ 75 ]        |
|              | Жоан Баптиста Десбак-и-Марторель (1617—1688) кат. Joan Baptista Desbach i Martorell                                                                   | 16 февраля 1682  | 16 августа 1688  | [ 13 ] [ 76 ]        |
|              | Олегер де Монсеррат-и-Руфет (1626—1694) кат. Oleguer de Montserrat i Rufet                                                                            | 23 мая 1689      | 19 октября 1694  | [ 77 ] [ 78 ]        |
|              | Франсеск Жулия Кано-и-Тебар (1645—1719) кат. Francesc Julià Cano i Thebar                                                                             | 4 июля 1695      | 17 января 1714   | [ 13 ] [ 79 ] [ 80 ] |
|              | Симео де Гинда-и-Апестеги (1660—1737) кат. Simeó de Guinda i Apeztegui                                                                                | 17 сентября 1714 | 27 августа 1737  | [ 13 ] [ 81 ] [ 82 ] |
|              | Жорди Курадо-и-Торребланка (1682—1749) кат. Jordi Curado i Torreblanca                                                                                | 5 мая 1738       | 12 мая 1747      | [ 13 ] [ 83 ] [ 84 ] |
|              | Себастия Жосеп де Виктория де Эмпаран-и-де-Лойола (1683—1756) кат. Sebastià Josep de Victoria de Emparán y de Loyola                                  | 15 мая 1747      | 2 октября 1756   | [ 13 ] [ 85 ] [ 86 ] |
|              | Франсеск Жозеп Каталан де Окон (1701—1762) кат. Francesc Josep Catalán de Ocón                                                                        | 28 марта 1757    | 8 сентября 1762  | [ 13 ] [ 87 ]        |
|              | Франсеск Фернандес де Шатива-и-Контрерас (1704—1771) кат. Francesc Fernández de Xátiva y Contreras                                                    | 21 марта 1763    | 22 апреля 1771   | [ 13 ] [ 88 ]        |
|              | Жоакин де Сантийан-и-Валдивьелсо (1733—1783) кат. Joaquín de Santiyán y Valdivielso                                                                   | 11 ноября 1771   | 1 марта 1779     | [ 13 ] [ 89 ]        |
|              | Жоан де Гарсия-и-Монтенегро (1716—1783) кат. Joan de García y Montenegro                                                                              | 18 сентября 1780 | 23 мая 1783      | [ 13 ] [ 90 ]        |
|              | Жозеп де Болтас-и-Велес (1738—1795) кат. Josep de Boltas i Vélez                                                                                      | 14 февраля 1785  | 8 декабря 1795   | [ 13 ] [ 91 ]        |
|              | Франсеск Антони де ла Дуэнья-и-Сиснерос (1753—1821) кат. Francesc Antoni de la Dueña y Cisneros                                                       | 24 июля 1797     | 26 января 1812   | [ 13 ] [ 92 ] [ 93 ] |

### Период аннексии (1812—1814)

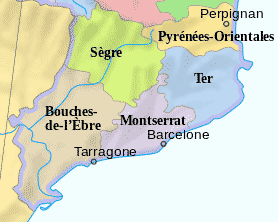
Департаменты Каталонии

8 февраля 1810 года Наполеон I конфисковал территорию Испании к северу от реки Эбро у своего брата Жозефа, провозглашённого в 1808 году королём Испании под именем Хосе I Бонапарте (исп. José I Bonaparte), и поставил Бискайю, Наварру, Арагон и Каталонию под прямое управление командиров своей армии.
Указом императора от 26 января 1812 года в состав Каталонии, организованной как территория под управлением армии Франции, была включена Андорра, с прекращением прежних форм управления ею.
2 февраля 1812 года Каталония была разделена на несколько департаментов, с отнесением Андорры к департаменту Сегре (исп. Departamento del Segre); 7 марта 1813 года департаменты Серге и Тер были объединены в Серге-Тер (исп. Departamento del Segre-Ter). Присоединение созданных в Каталонии департаментов к Французской империи никогда не было провозглашено официальным актом, фактически они оставались оккупированной территорией под французским управлением до 1814 года. 1 декабря 1813 года Каталония вернулась в состав Испании; 30 мая 1814 года было провозглашено восстановление прежнего статуса Андорры, подтверждённое Парижским мирным договором 1814 года.

### После восстановления государственности (с 1814)
Дата фактического восстановления системы административного взаимодействия Андорры с епископом Урхельским Франсеском Антони де ла Дуэнья-и-Сиснеросом, прерванное после французской аннексии страны в 1812 году, не установлена. Формальное восстановление прежнего государственного статуса Андорры было закреплено в подписанном 30 мая 1814 года Парижском мирным договоре.
Значительное число лиц, пребывавших на урхельской кафедре в XX веке, назначались для её временного замещения как апостольские администраторы Урхеля (кат. Administrador apostòlic d’Urgell) или капитулярные викарии Урхеля (кат. Vicari capitular d’Urgell). Кроме того, дважды главы епархии Урхеля были отмечены возведением в архиепископский сан (персонально, без изменения статуса диоцеза). Повседневно используется часть устоявшегося титулования Милостью Божьей и Святого Апостольского Престола, епископ Урхеля, суверенный князь Долин Андорры (кат. Per la gràcia de Déu i de la Santa Seu spostòlica bisbe d’Urgell, Príncep Sobirà de les Valls d’Andorra). После официального протеста Генерального совета долин Андорры (парламента), направленного Святому Престолу и епископу Урхеля 18 октября 1894 года, постепенно происходит переход к использованию титула князь-соправитель Андорры (кат. Copríncep d’Andorra), что было подтверждено Конституцией 1993 года. Особенности церковного титула отмечены в соответствующем столбце, с 1993 года также указан конституционный титул князя-соправителя.
| Портрет          | Имя (годы жизни) | Правление        | Правление                                                                                   | Особенности титула                                                                                       | Пр.                     |
| Портрет          | Имя (годы жизни) | Начало           | Окончание                                                                                   | Особенности титула                                                                                       | Пр.                     |
| ---------------- | --- | ---------------- | ------------------------------------------------------------------------------------------- | --- | ----------------------- |
|                  | Франсеск Антони де ла Дуэнья-и-Сиснерос (1753—1821) кат. Francesc Antoni de la Dueña y Cisneros                                                              | 30 мая 1814      | 23 сентября 1816                                                                            | епископ Урхеля кат. Bisbe d’Urgell                                                                       | [ 13 ] [ 92 ] [ 93 ]    |
|                  | Бернат Франсес Кабальеро-и-Матет (1774—1843) кат. Bernat Francès Caballero i Mathet                                                                          | 28 июля 1817     | 27 сентября 1824                                                                            | епископ Урхеля кат. Bisbe d’Urgell                                                                       | [ 96 ] [ 97 ] [ 98 ]    |
|                  | Исидор Бонифаси Лопес-и-Пулидо (1774—1827) кат. Isidor Bonifaci López y Pulido урожд. Исидоро Бонифасио Лопес-и-Пулидо исп. Isidoro Bonifacio López y Pulido | 20 декабря 1824  | 21 мая 1827                                                                                 | епископ Урхеля кат. Bisbe d’Urgell                                                                       | [ 13 ] [ 99 ] [ 100 ]   |
|                  | Симо Рожас де Гуардиола-и-Ортонеда (1773—1851) кат. Simó Rojas de Guardiola i Hortoneda                                                                      | 25 июня 1827     | 22 августа 1851                                                                             | епископ Урхеля кат. Bisbe d’Urgell                                                                       | [ 101 ] [ 102 ] [ 103 ] |
|                  | Жозеп Кайшал-и-Эстраде (1803—1879) кат. Josep Caixal i Estradé                                                                                               | 30 марта 1853    | 26 августа 1879                                                                             | епископ Урхеля кат. Bisbe d’Urgell                                                                       | [ 104 ] [ 105 ] [ 106 ] |
|                  | Сальвадор Касаньяс-и-Пагес (1834—1908) кат. Salvador Casañas i Pagès                                                                                         | 7 февраля 1879   | 26 августа 1879                                                                             | епископ Керамо, апостольский администратор Урхеля кат. Bisbe de Ceramo, Administrador apostòlic d’Urgell | [ 107 ] [ 108 ] [ 109 ] |
| 26 августа 1879  | Сальвадор Касаньяс-и-Пагес (1834—1908) кат. Salvador Casañas i Pagès                                                                                         | 22 сентября 1879 |                                                                                             | епископ Керамо, апостольский администратор Урхеля кат. Bisbe de Ceramo, Administrador apostòlic d’Urgell | [ 107 ] [ 108 ] [ 109 ] |
| 22 сентября 1879 | Сальвадор Касаньяс-и-Пагес (1834—1908) кат. Salvador Casañas i Pagès                                                                                         | 18 апреля 1901   | епископ Урхеля кат. Bisbe d’Urgell                                                          | | [ 107 ] [ 108 ] [ 109 ] |
|                  | Рамон Риу-и-Кабанес (1852—1901) кат. Ramon Riu i Cabanes | 18 апреля 1901   | 27 декабря 1901                                                                             | епископ Урхеля кат. Bisbe d’Urgell                                                                       | [ 13 ] [ 110 ] [ 111 ]  |
|                  | Торибио Мартин-и-Барранко (1874—?) кат. Toribio Martín i Barranco                                                                                            | 2 января 1902    | 9 июня 1902                                                                                 | капитулярный викарий Урхеля кат. Vicari capitular d’Urgell                                               | [ 4 ]                   |
|                  | Жоан Жосеп Лагуарда-и-Фенольера (1866—1913) кат. Joan Josep Laguarda i Fenollera                                                                             | 9 июня 1902      | 6 декабря 1906                                                                              | епископ Урхеля кат. Bisbe d’Urgell                                                                       | [ 112 ] [ 113 ] [ 114 ] |
|                  | Жоан Баптиста Бенльок-и-Виво (1864—1926) кат. Joan Baptista Benlloch i Vivó                                                                                  | 6 декабря 1906   | 7 января 1919                                                                               | епископ Урхеля кат. Bisbe d’Urgell                                                                       | [ 115 ] [ 116 ] [ 117 ] |
|                  | Жосеп Пужаржимон-и-Камардонс (?—?) кат. Josep Pujargimon i Camardons                                                                                         | 30 апреля 1907   | 11 июля 1907                                                                                | капитулярный викарий Урхеля кат. Vicari capitular d’Urgell                                               | [ 4 ]                   |
|                  | Жауме Виладрик-и-Гаспар (1865—1926) кат. Jaume Viladrich i Gaspar                                                                                            | 2 июля 1919      | 9 января 1920                                                                               | капитулярный викарий Урхеля кат. Vicari capitular d’Urgell                                               | [ 118 ] [ 119 ] [ 120 ] |
|                  | Жусти Гитарт-и-Вилардебо (1875—1940) кат. Justí Guitart i Vilardebò                                                                                          | 9 января 1920    | 31 января 1940                                                                              | епископ Урхеля кат. Bisbe d’Urgell                                                                       | [ 121 ] [ 122 ] [ 123 ] |
|                  | Рикар Форнеса-и-Пучдемаса (1883—1943) кат. Ricard Fornesa i Puigdemasa                                                                                       | 2 февраля 1940   | 29 декабря 1942                                                                             | капитулярный викарий Урхеля кат. Vicari capitular d’Urgell                                               | [ 124 ] [ 125 ] [ 126 ] |
|                  | Рамон Иглесиас-и-Наварри (1889—1972) кат. Ramon Iglésias i Navarri                                                                                           | 29 декабря 1942  | 29 апреля 1969                                                                              | епископ Урхеля кат. Bisbe d’Urgell                                                                       | [ 13 ] [ 127 ] [ 128 ]  |
|                  | Рамон Малья Каль (1922—2014) кат. Ramón Malla Call | 29 апреля 1969   | 25 ноября 1970                                                                              | епископ Льейды, апостольский администратор Урхеля кат. Bisbe de Lleida, Administrador apostòlic d’Urgell | [ 129 ] [ 130 ] [ 131 ] |
|                  | Жоан Марти-и-Аланис (1928—2009) кат. Joan Martí i Alanis | 25 ноября 1970   | 4 мая 1993                                                                                  | епископ Урхеля кат. Bisbe d’Urgell                                                                       | [ 132 ] [ 133 ] [ 134 ] |
| 4 мая 1993       | Жоан Марти-и-Аланис (1928—2009) кат. Joan Martí i Alanis | 29 июня 2001     | епископ Урхеля, князь-соправитель Андорры кат. Bisbe d’Urgell, Copríncep d’Andorra          | | [ 132 ] [ 133 ] [ 134 ] |
| 29 июня 2001     | Жоан Марти-и-Аланис (1928—2009) кат. Joan Martí i Alanis | 12 мая 2003      | архиепископ Урхеля, князь-соправитель Андорры кат. Arquebisbe d’Urgell, Copríncep d’Andorra | | [ 132 ] [ 133 ] [ 134 ] |
|                  | Жоан Энрик Вивес-и-Сисилья (род. 1949) кат. Joan Enric Vives i Sicília                                                                                       | 12 мая 2003      | 19 марта 2010                                                                               | епископ Урхеля, князь-соправитель Андорры кат. Bisbe d’Urgell, Copríncep d’Andorra                       | [ 135 ] [ 136 ] [ 137 ] |
| 19 марта 2010    | Жоан Энрик Вивес-и-Сисилья (род. 1949) кат. Joan Enric Vives i Sicília                                                                                       | 31 мая 2025      | архиепископ Урхеля, князь-соправитель Андорры кат. Arquebisbe d’Urgell, Copríncep d’Andorra | | [ 135 ] [ 136 ] [ 137 ] |
|                  | Хосеп-Льюис Серрано Пентинат (род. 1977) кат. Josep-Lluís Serrano Pentinat                                                                                   | 31 мая 2025      | царствующий                                                                                 | епископ Урхеля, князь-соправитель Андорры кат. Bisbe d’Urgell, Copríncep d’Andorra                       | [ 138 ]                 |

## Французские князья-соправители
8 сентября 1278 года между графом де Фуа Роже Бернаром III и епископом Урхельским Пере д’Урчем был оформлен акт-пареаж об установлении двойного сюзеренитета над Андоррой. Графство Фуа как владение в дальнейшем было связано со многими иными феодальными образованиями и титулами, включая королевства Наварра и Франция. В 1607 году произошло крупнейшее расширение домена короля Франции, когда Генрих IV уступил пожеланиям Парижского парламента и признал, что по факту его восшествия на престол все принадлежащие ему фьефы, зависимые от короны, присоединяются к ней без права отторжения; в число потерявших самостоятельное значение владений вошло и графство Фуа, при этом являвшиеся странами с собственной системой юрисдикции виконтство Беарн и королевство Наварра сохранили своё особое положение, а вместе с ними и Андорра.
Согласно эдикту Людовика XIII от 19 октября 1620 года Нижняя Наварра, Беарн, Донезан и суверенные права в отношении Андорры были также включены в домен короля с созданием Парламента Наварры. Суверенный совет Беарна (фр. Le conseil souverain de Béarn), ведающего Андоррой, зарегистрировал документ на следующий день; Генеральные штаты Наварры так и не осуществили регистрацию в полном объёме, но в 1624 году король подтвердил объединение канцелярий в учреждённом провинциальном парламенте, что даёт основания для фиксации 1620 года как времени перехода названных владений в домен короля.
В последующем суверенные права в отношении Андорры рассматривались как принадлежащее главе французского государства независимо от монархической или республиканской формы правления.

### Графство Фуа (1278—1607)
Ретроспективно описываемые как «соправители» в исторических работах, обладатели пареажа воздерживались от присвоения какого-либо специального титула в отношении Андорры, используя в соответствующем законодательстве и документообороте свои обычные титулы и стили обращения. Для графов Фуа таким являлся Милостью Божьей, граф Фуа (лат. Dei gratia comes Fuxensis, кат. Per la gràcia De Déu Comte Foix, фр. Par la grâce de dieu comte de Foix), который мог замещаться иными суверенными титулами персоны, среди них: виконт / виконтесса Беарн (кат. Vescomte / Vescomtessa de Bearn) с 26 апреля 1290 года; граф Бигорры (оксит. comtat de Bigòrra, фр. Comté de Bigorre) с 1421 года (признано в 1425 году); король / королева Наварры (баск. Nafarroako erregea / erregina, фр. Roi / Reine de Navarre) с 12 февраля 1479 года; Милостью Божьей, король Франции и Наварры (лат. Dei gratia Francorum et Navarrae Rex, кат. Per gràcia De Déu, Rei De França I Navarra, фр. Par la grâce de Dieu, Roi de France et de Navarre) со 2 августа 1589 года.
Развитие титула было обусловлено как династическими взаимоотношениями, так и консолидацией французского государства: в результате наследования в 1290 году супругой заключившего пареаж Роже Бернара III Маргаритой виконтства Беарн (по завещанию её отца Гастона VII) была установлена личная уния Фуа с Беарном; с началом в 1415 году Ланкастерской войны граф Арманьяка Бернар VII передал графу Фуа Жану I графство Бигорр взамен на его поддержку против англичан (что было признано французским королём в 1425 году); затем малолетний Франциск, сын погибшего на турнире Гастона де Фуа и внук графа де Фуа Гастона IV и королевы Наварры Элеоноры Арагонской, унаследовал по завещаниям от деда графство в неполные 4 года (в 1472 году) и от бабушки королевство в 12 лет (в 1479 году), установив личную унию этих владений; наконец, одним из итогов религиозных войн во Франции стало восшествие в 1589 году на её престол перешедшего в католичество короля Наварры Генриха III (под именем Генрих IV), основавшего Бурбонскую династию и объединившего королевства.
| Портрет      | Имя (годы жизни)                                                                               | Правление        | Правление        | Династия                                                | Особенности титула | Пр.                     |
| Портрет      | Имя (годы жизни)                                                                               | Начало           | Окончание        | Династия                                                | Особенности титула | Пр.                     |
| ------------ | ---------------------------------------------------------------------------------------------- | ---------------- | ---------------- | ------------------------------------------------------- | --- | ----------------------- |
|              | Роже Бернар III (1243—1302) фр. Roger-Bernard III окс. Rogièr Bernat III кат. Roger Bernat III | 8 сентября 1278  | 3 марта 1302     | Фуа-Каркассон фр. Foix-Carcassonne окс. Fois-Carcassona | граф де Фуа фр. Comte de Foix, окс. Comte de Fois Прочие титулы:виконт де Кастельбон фр. Vicomte de Castelbon, кат. Vescomte de Castellbò виконт де Беарн (с 1290) фр. Vicomte de Béarn, окс. Vescomte de Bearn | [ 149 ] [ 150 ] [ 151 ] |
|              | Гастон I (1287—1315) фр. и окс. Gaston Ier кат. Gastó I                                        | 3 марта 1302     | 13 декабря 1315  | Фуа-Каркассон фр. Foix-Carcassonne окс. Fois-Carcassona | граф де Фуа фр. Comte de Foix, окс. Comte de Fois Прочие титулы:виконт де Кастельбон фр. Vicomte de Castelbon, кат. Vescomte de Castellbò виконт де Беарн фр. Vicomte de Béarn, окс. Vescomte de Bearn виконт де Габардан (с 1310) фр. Vicomte de Gabardan, кат. Vescomte de Gabardà виконт де Марсан (с 1310) фр. Vicomte de Marsan, кат. Vescomte de Marçan | [ 152 ] [ 153 ] [ 154 ] |
|              | Гастон II (1308—1343) фр. и окс. Gaston II кат. Gastó II                                       | 13 декабря 1315  | 26 сентября 1343 | Фуа-Каркассон фр. Foix-Carcassonne окс. Fois-Carcassona | граф де Фуа фр. Comte de Foix, окс. Comte de Fois Прочие титулы:виконт де Беарн фр. Vicomte de Béarn, окс. Vescomte de Bearn виконт де Габардан фр. Vicomte de Gabardan, кат. Vescomte de Gabardà виконт де Марсан фр. Vicomte de Marsan, кат. Vescomte de Marçan виконт де Лотрек (с 1341) фр. Vicomte de Lautrec, кат. Vescomte de Lautrec | [ 155 ] [ 156 ] [ 157 ] |
|              | Гастон III (1331—1391) фр. и окс. Gaston III кат. Gastó III                                    | 26 сентября 1343 | 1 августа 1391   | Фуа-Каркассон фр. Foix-Carcassonne окс. Fois-Carcassona | граф де Фуа фр. Comte de Foix, окс. Comte de Fois Прочие титулы:виконт де Беарн фр. Vicomte de Béarn, окс. Vescomte de Bearn виконт де Габардан фр. Vicomte de Gabardan, кат. Vescomte de Gabardà виконт де Марсан фр. Vicomte de Marsan, кат. Vescomte de Marçan | [ 158 ] [ 159 ] [ 160 ] |
|              | Матье (1363—1398) фр. Mathieu окс. Matèu кат. Mateu                                            | 1 августа 1391   | август 1398      | Фуа-Каркассон фр. Foix-Carcassonne окс. Fois-Carcassona | граф де Фуа фр. Comte de Foix, окс. Comte de Fois Прочие титулы:виконт де Кастельбон (до 1396) фр. Vicomte de Castelbon, кат. Vescomte de Castellbò виконт де Беарн фр. Vicomte de Béarn, окс. Vescomte de Bearn виконт де Габардан фр. Vicomte de Gabardan, кат. Vescomte de Gabardà виконт де Марсан фр. Vicomte de Marsan, кат. Vescomte de Marçan | [ 161 ] [ 162 ] [ 163 ] |
| [ комм. 12 ] | Матье (1363—1398) фр. Mathieu окс. Matèu кат. Mateu                                            |                  |                  | Фуа-Каркассон фр. Foix-Carcassonne окс. Fois-Carcassona | граф де Фуа фр. Comte de Foix, окс. Comte de Fois Прочие титулы:виконт де Кастельбон (до 1396) фр. Vicomte de Castelbon, кат. Vescomte de Castellbò виконт де Беарн фр. Vicomte de Béarn, окс. Vescomte de Bearn виконт де Габардан фр. Vicomte de Gabardan, кат. Vescomte de Gabardà виконт де Марсан фр. Vicomte de Marsan, кат. Vescomte de Marçan | [ 161 ] [ 162 ] [ 163 ] |
|              | Изабелла (1361—1428) фр. Isabelle окс. Isabèla кат. Isabel                                     | август 1398      | 22 февраля 1412  | Фуа-Каркассон фр. Foix-Carcassonne окс. Fois-Carcassona | графиня де Фуа фр. Comtesse de Foix, окс. Comtessa de Fois Прочие титулы:виконтесса де Кастельбон (с 1410) фр. Vicomte de Castelbon, кат. Vescomte de Castellbò виконтесса де Беарн фр. Vicomtesse de Béarn, окс. Vescomtessa de Bearn виконтесса де Габардан фр. Vicomte de Gabardan, кат. Vescomte de Gabardà виконтесса де Марсан фр. Vicomte de Marsan, кат. Vescomte de Marçan | [ 164 ] [ 165 ] [ 166 ] |
|              | Жан I (1382—1436) фр. Jean Ier окс. Joan Ier кат. Joan I                                       | 22 февраля 1412  | 4 мая 1436       | Фуа-Грайи фр. Foix-Grailly окс. Fois-Grailly            | граф де Фуа фр. Comte de Foix, окс. Comte de Fois Прочие титулы:виконт де Кастельбон фр. Vicomte de Castelbon, кат. Vescomte de Castellbò виконт де Беарн фр. Vicomte de Béarn, окс. Vescomte de Bearn виконт де Габардан фр. Vicomte de Gabardan, кат. Vescomte de Gabardà виконт де Марсан фр. Vicomte de Marsan, кат. Vescomte de Marçan граф де Бигорр (с 1425) фр. Comte de Bigorre, кат. Comte de Bigorra | [ 167 ] [ 168 ] [ 169 ] |
|              | Гастон IV (1423—1472) фр. и окс. Gaston IV кат. Gastó IV                                       | 4 мая 1436       | 10 июля 1472     | Фуа-Грайи фр. Foix-Grailly окс. Fois-Grailly            | граф де Фуа фр. Comte de Foix, окс. Comte de Fois Прочие титулы:виконт де Кастельбон (до 1462) фр. Vicomte de Castelbon, кат. Vescomte de Castellbò виконт де Беарн фр. Vicomte de Béarn, окс. Vescomte de Bearn виконт де Габардан фр. Vicomte de Gabardan, кат. Vescomte de Gabardà виконт де Марсан фр. Vicomte de Marsan, кат. Vescomte de Marçan граф де Бигорр фр. Comte de Bigorre, кат. Comte de Bigorra виконт де Нарбонн (1447—1468) фр. Vicomte de Narbonne, кат. Vescomte de Narbona | [ 170 ] [ 171 ] [ 172 ] |
|              | Франциск (1467—1483) фр. François окс. Francés кат. Francesc баск. Frantzisko                  | 10 июля 1472     | 7 января 1483    | Фуа-Грайи фр. Foix-Grailly окс. Fois-Grailly            | граф де Фуа фр. Comte de Foix, окс. Comte de Fois Прочие титулы:виконт де Кастельбон фр. Vicomte de Castelbon, кат. Vescomte de Castellbò виконт де Беарн фр. Vicomte de Béarn, окс. Vescomte de Bearn виконт де Габардан фр. Vicomte de Gabardan, кат. Vescomte de Gabardà виконт де Марсан фр. Vicomte de Marsan, кат. Vescomte de Marçan граф де Бигорр фр. Comte de Bigorre, кат. Comte de Bigorra король Наварры (с 1479) баск. Nafarroako erregea, фр. Roi de Navarre | [ 147 ] [ 173 ] [ 174 ] |
|              | Екатерина (1468—1517) фр. Catherine окс. Catarina кат. Caterina баск. Katalina I.a             | 7 января 1483    | 11 февраля 1517  | Фуа-Грайи фр. Foix-Grailly окс. Fois-Grailly            | графиня де Фуа фр. Comtesse de Foix, окс. Comtessa de Fois Прочие титулы:виконтесса де Кастельбон (до 1512) фр. Vicomtesse de Castelbon, кат. Vescomtessa de Castellbò виконтесса де Беарн фр. Vicomtesse de Béarn, окс. Vescomtessa de Bearn виконтесса де Габардан фр. Vicomtesse de Gabardan, кат. Vescomtessa de Gabardà виконтесса де Марсан фр. Vicomtesse de Marsan, кат. Vescomtessa de Marçan графиня де Бигорр фр. Comtesse de Bigorre, кат. Comtessa de Bigorra королева Наварры баск. Nafarroako erregina, фр. Reine de Navarre | [ 175 ] [ 176 ] [ 177 ] |
| [ комм. 16 ] | Екатерина (1468—1517) фр. Catherine окс. Catarina кат. Caterina баск. Katalina I.a             |                  |                  | Фуа-Грайи фр. Foix-Grailly окс. Fois-Grailly            | графиня де Фуа фр. Comtesse de Foix, окс. Comtessa de Fois Прочие титулы:виконтесса де Кастельбон (до 1512) фр. Vicomtesse de Castelbon, кат. Vescomtessa de Castellbò виконтесса де Беарн фр. Vicomtesse de Béarn, окс. Vescomtessa de Bearn виконтесса де Габардан фр. Vicomtesse de Gabardan, кат. Vescomtessa de Gabardà виконтесса де Марсан фр. Vicomtesse de Marsan, кат. Vescomtessa de Marçan графиня де Бигорр фр. Comtesse de Bigorre, кат. Comtessa de Bigorra королева Наварры баск. Nafarroako erregina, фр. Reine de Navarre | [ 175 ] [ 176 ] [ 177 ] |
|              | Генрих I (1503—1555) фр. Henri I окс. и кат. Enric I баск. Henrike II.a                        | 11 февраля 1517  | 29 мая 1555      | Альбре фр. Albret окс. Labrit                           | граф де Фуа фр. Comte de Foix, окс. Comte de Fois Прочие титулы:виконт де Беарн фр. Vicomte de Béarn, окс. Vescomte de Bearn виконт де Габардан фр. Vicomte de Gabardan, кат. Vescomte de Gabardà виконт де Марсан фр. Vicomte de Marsan, кат. Vescomte de Marçan граф де Бигорр фр. Comte de Bigorre, кат. Comte de Bigorra король Наварры баск. Nafarroako erregea, фр. Roi de Navarre граф де Перигор (с 1516) фр. Comte de Perigord, окс. Comte de Peiregòrd виконт де Лимож (с 1516) фр. Vicomte de Limoges, кат. Vescomte de Limòtges сеньор д’Альбре (1522—1550) фр. Seigneur d’Albret, окс. Seigneur de Labrit герцог де Берри (1527—1549) фр. и окс. Duc de Berry граф д’Арманьяк (1527—1549) фр. Comte d’Armagnac, окс. Comte d’Armanhac граф де Фезансак (1527—1549) фр. и окс. Comte de Fezensac граф де Родез (1527—1549) фр. и окс. Comte de Rodez герцог д’Альбре (с 1550) фр. Duc d’Albret, окс. Duc de Labrit     | [ 178 ] [ 179 ] [ 180 ] |
|              | Иоанна (1528—1572) фр. Jeanne окс. и кат. Joana баск. Joana III.a                              | 29 мая 1555      | 9 июня 1572      | Альбре фр. Albret окс. Labrit                           | графиня де Фуа фр. Comtesse de Foix, окс. Comtessa de Fois Прочие титулы:виконтесса де Беарн фр. Vicomtesse de Béarn, окс. Vescomtessa de Bearn виконтесса де Габардан фр. Vicomtesse de Gabardan, кат. Vescomtessa de Gabardà виконтесса де Марсан фр. Vicomtesse de Marsan, кат. Vescomtessa de Marçan графиня де Бигорр фр. Comtesse de Bigorre, кат. Comtessa de Bigorra королева Наварры баск. Nafarroako erregina, фр. Reine de Navarre графиня де Перигор фр. Comtesse de Perigord, окс. Comtessa de Peiregòrd виконтесса де Лимож фр. Vicomtesse de Limoges, кат. Vescomtessa de Limòtges герцогиня д’Альбре фр. Duchesse d’Albret, окс. Duquessa de Labrit графиня д’Арманьяк фр. Comtesse d’Armagnac, окс. Comtessa d’Armanhac графиня де Фезансак фр. Comtesse de Fezensac, окс. Comtessa de Fezensac графиня де Родес фр. Comtesse de Rodez, окс. Comtessa de Rodez                                                    | [ 181 ] [ 182 ] [ 183 ] |
|              | Генрих II (1553—1610) фр. Henri II окс. и кат. Enric II баск. Henrike III.a                    | 9 июня 1572      | 1607             | Бурбоны фр. Bourbons исп. Borbón итал. Borbone          | граф де Фуа фр. Comte de Foix, окс. Comte de Fois Прочие титулы:виконт де Беарн фр. Vicomte de Béarn, окс. Vescomte de Bearn виконт де Габардан фр. Vicomtee de Gabardan, кат. Vescomte de Gabardà виконт де Марсан фр. Vicomte de Marsan, кат. Vescomte de Marçan граф де Бигорр фр. Comte de Bigorre, кат. Comte de Bigorra король Наварры баск. Nafarroako erregea, фр. Roi de Navarre граф де Перигор фр. Comte de Perigord, окс. Comte de Peiregòrd виконт де Лимож фр. Vicomte de Limoges, кат. Vescomte de Limòtges герцог д’Альбре фр. Duc d’Albret, окс. Duq de Labrit граф д’Арманьяк фр. Comtee d’Armagnac, окс. Comte d’Armanhac граф де Фезансак фр. и окс. Comte de Fezensac граф де Родес фр. и окс. Comte de Rodez граф де Вандом (до 1589) фр. Comte de Vendôme, кат. Comte de Vendôme король Франции (с 1589) фр. Roi de France Архихристианский король (с 1589) лат. Rex christanissimus, фр. Roi très chrétien | [ 185 ] [ 186 ] [ 187 ] |

### Домен короля Франции (1607—1792)
Суверенные права в отношении Андорры, принадлежащие графам Фуа, были включены в домен короля Франции в начале XVII века. Сначала в 1607 году по решению Генриха IV в домен вошло графство Фуа, с сохранением самостоятельного значения «андоррских» прав, — в числе нескольких владений, обладавших собственной системой юрисдикции (например, виконтство Беарн и королевство Наварра в границах Нижней Наварры); в 1620 году его сын Людовик XIII своим эдиктом продолжил расширение домена, включив в него названные владения с созданием Парламента Наварры.
Титулом французских монархов до начала Великой революции являлся Милостью Божьей, король Франции и Наварры (лат. Dei gratia Francorum et Navarrae Rex, фр. Par la grâce de Dieu, Roi de France et de Navarre); с установлением конституционной монархии в 1791—1792 годах — Милостью Божьей и конституционным законом государства, король французов (фр. Par la grâce de Dieu, et par la loi constitutionnelle de l'Etat, Roi des Français). Одновременно использовался почётный титул Архихристианского короля (лат. Rex christanissimus, фр. Roi très chrétien), к XIV веку закреплённый Святым Престолом исключительно за королём Франции; с 1375 года королевская канцелярия также восприняла его как принадлежащий королю и наследственный, с постоянным использованием в документообороте и чеканке монеты.
| Портрет | Имя (годы жизни)                                                     | Правление       | Правление        | Династия             | Особенности титула | Пр.                     |
| Портрет | Имя (годы жизни)                                                     | Начало          | Окончание        | Династия             | Особенности титула | Пр.                     |
| ------- | -------------------------------------------------------------------- | --------------- | ---------------- | -------------------- | --- | ----------------------- |
|         | Генрих IV (1553—1610) фр. Henri IV окс. Enric II баск. Henrike III.a | 1607            | 14 мая 1610      | Бурбоны фр. Bourbons | король Франции фр. Roi de France Прочие титулы:Архихристианский король лат. Rex christanissimus, фр. Roi très chrétien виконт де Беарн фр. Vicomte de Béarn, окс. Vescomte de Bearn король Наварры баск. Nafarroako erregea, фр. Roi de Navarre                                                                                                 | [ 185 ] [ 186 ] [ 187 ] |
|         | Людовик XIII (1601—1643) фр. Louis XIII окс. Loís I баск. Luis II.a  | 14 мая 1610     | 14 мая 1643      | Бурбоны фр. Bourbons | король Франции (до 1620) фр. Roi de France Прочие титулы:Архихристианский король лат. Rex christanissimus, фр. Roi très chrétien виконт де Беарн (до 1620) фр. Vicomte de Béarn, окс. Vescomte de Bearn король Наварры (до 1620) баск. Nafarroako erregea, фр. Roi de Navarre король Франции и Наварры (с 1620) фр. Roi de France et de Navarre | [ 189 ] [ 190 ] [ 191 ] |
|         | Людовик XIV (1638—1715) фр. Louis XIV                                | 14 мая 1643     | 1 сентября 1715  | Бурбоны фр. Bourbons | король Франции и Наварры фр. Roi de France et de Navarre Архихристианский король лат. Rex christanissimus, фр. Roi très chrétien | [ 192 ] [ 193 ] [ 194 ] |
|         | Людовик XV (1710—1774) фр. Louis XV                                  | 1 сентября 1715 | 10 мая 1774      | Бурбоны фр. Bourbons | король Франции и Наварры фр. Roi de France et de Navarre Архихристианский король лат. Rex christanissimus, фр. Roi très chrétien | [ 195 ] [ 196 ] [ 197 ] |
|         | Людовик XVI (1754—1793) фр. Louis XVI                                | 10 мая 1774     | 21 сентября 1792 | Бурбоны фр. Bourbons | король Франции и Наварры (до 1791) фр. Roi de France et de Navarre Прочие титулы:Архихристианский король лат. Rex christanissimus, фр. Roi très chrétien король французов (с 1791) фр. Roi des Français | [ 198 ] [ 199 ] [ 200 ] |

### От ликвидации Старого порядка до восстановления Бурбонов (1792—1814)
После штурма дворца Тюильри Законодательное собрание 10 августа 1792 года временно отстранило короля, ознаменовав прекращение Старого порядка, а 21 сентября Постановлением об отмене монархии (фр. Proclamation de l'abolition de la royauté) провозгласило республику, прекратившую существование 18 мая 1804 года с созданием империи (фр. Empire Français).
Андоррский Совет Земли (кат. El Consell de la Terra), по-видимому, полагал, что права сюзерена после отмены монархии принадлежат Республике и попытался в 1793 году отдать ежегодную дань уважения администратору департамента Арьеж (в котором расположена коммуна Фуа) как местному представителю высшей власти Франции. Дань была отклонена письмом администратора (от 22 августа 1793 года) в контексте отмены феодальных прав. 27 марта 1806 года Наполеон I издал императорский указ, восстанавливающий порядок, действовавший до 1792 года (в будущем его положения были подтверждены королевским указом от 20 апреля 1820 года).
8 февраля 1810 года Наполеон I конфисковал территорию Испании к северу от реки Эбро у своего брата Жозефа, провозглашённого в 1808 году Королём Испании под именем Хосе I Бонапарте (исп. José I Bonaparte), и поставил Бискайю, Наварру, Арагон и Каталонию под прямое управление командиров своей армии. Указом императора от 26 января 1812 года в состав Каталонии, организованной как территория под управлением армии Франции, была включена Андорра, с прекращением прежних форм управления ею.
2 февраля 1812 года Каталония была разделена на несколько департаментов, с отнесением Андорры к департаменту Сегре (исп. departamento del Segre); 7 марта 1813 года департаменты Серге и Тер были объединены в Серге-Тер (исп. departamento del Segre-Ter). Присоединение созданных в Каталонии департаментов к Французской империи никогда не было провозглашено официальным актом, фактически они оставались оккупированной территорией под французским управлением до 1814 года. 1 декабря 1813 года Каталония вернулась в состав Испании.
| Портрет | Имя (годы жизни) | Правление     | Правление      | Династия                                 | Особенности титула | Пр.                     |
| Портрет | Имя (годы жизни) | Начало        | Окончание      | Династия                                 | Особенности титула | Пр.                     |
| ------- | --- | ------------- | -------------- | ---------------------------------------- | --- | ----------------------- |
|         | Наполеон I (1769—1821) фр. Napoléon I урожд. Наполеон Бонапарт корс. Napulione Buonaparte итал. Napoleone Buonaparte фр. Napoléon Bonaparte | 27 марта 1806 | 26 января 1812 | Бонапарты фр. Bonaparte итал. Buonaparte | император французов фр. Empereur des Français Прочие титулы:король Италии итал. Re d’Italia протектор Рейнского союза (с 1806) нем. Protektor des Rheinbundes, фр. Protecteur de la Confédération du Rhin протектор Данцигской республики (с 1807) нем. Protektor der Republik Danzig, пол. Obrońca Republiki Gdańskiej медиатор Швейцарской Конфедерации (c 1809) нем. Mediator der Schweizerischen Eidgenossenschaft, фр. Médiateur de la Confédération Suisse | [ 205 ] [ 206 ] [ 207 ] |

### От Первой реставрации до Июльской монархии (1814—1848)
После поражения в «войне шестой коалиции» сенат 3 апреля 1814 года провозгласил отстранение Наполеона I от власти и сформировал временное правительство из 5 сенаторов во главе с Талейраном. 6 апреля 1814 года император написал акт отречения за себя и своих наследников от престола Франции, в тот же день сенат одобрил разработанную временным правительством конституцию, представлявшую собой общественный договор между нацией и королём и объявлявшую о восстановлении на престоле династии Бурбонов. Королём был провозглашён находившийся в Англии Луи-Станислас-Ксавьер де Франс (брат казнённого Людовика XVI), коронованный как Людовик XVIII. 13 мая прибывший в Париж монарх объявил о формировании правительства, а 30 мая провозгласил восстановление прежнего статуса Андорры, подтверждённое Парижским мирным договором 1814 года.
Находившийся в почётной ссылке на острове Эльбе Наполеон Бонапарт 1 марта 1815 года вновь высадился во Франции, и уже 20 марта вошёл в Париж, откуда ночью бежал король. После поражения в битве при Ватерлоо состоялось повторное отречение императора в пользу сына (Наполеона II), 22 июня была создана правительственная комиссия (фр. Commission de gouvernement, в печати того времени также называлась исполнительной комиссией, фр. Commission exécutive) во главе с Фуше, ставшая временным правительством страны. 7 июля комиссия в условиях занятия Парижа иностранными войсками ушла в отставку, завершив названный «Стами днями» период.
Режим Реставрации был завершён Июльской революцией 1830 года, приведшей к свержению Карла X и установлению Июльской монархии (фр. monarchie de Juillet) с переходом трона от Бурбонов к их младшей ветви, Орлеанскому дому. На трон был возведён Луи-Филипп, герцог Орлеанский, — 31 июля 1830 года как генерал-лейтенант королевства (наместник), 9 августа как король французов (фр. roi des Français).
| Портрет        | Имя (годы жизни)                              | Правление        | Правление                             | Династия                | Особенности титула                                              | Пр.                     |
| Портрет        | Имя (годы жизни)                              | Начало           | Окончание                             | Династия                | Особенности титула                                              | Пр.                     |
| -------------- | --------------------------------------------- | ---------------- | ------------------------------------- | ----------------------- | --------------------------------------------------------------- | ----------------------- |
|                | Людовик XVIII (1755—1824) фр. Louis XVIII     | 30 мая 1814      | 20 марта 1815                         | Бурбоны фр. Bourbons    | король Франции и Наварры фр. Roi de France et de Navarre        | [ 213 ] [ 214 ] [ 215 ] |
|                | Наполеон I (1769—1821) фр. Napoléon I         | 20 марта 1815    | 22 июня 1815                          | Бонапарты фр. Bonaparte | император французов фр. Empereur des Français                   | [ 205 ] [ 206 ] [ 207 ] |
|                | Наполеон II (1811—1832) фр. Napoléon II       | 22 июня 1815     | 7 июля 1815                           | Бонапарты фр. Bonaparte | император французов фр. Empereur des Français                   | [ 216 ] [ 217 ] [ 218 ] |
|                | Людовик XVIII (1755—1824) фр. Louis XVIII     | 8 июля 1815      | 16 сентября 1824                      | Бурбоны фр. Bourbons    | король Франции и Наварры фр. Roi de France et de Navarre        | [ 213 ] [ 214 ] [ 215 ] |
|                | Карл X (1757—1836) фр. Charles X              | 16 сентября 1824 | 2 августа 1830                        | Бурбоны фр. Bourbons    | король Франции и Наварры фр. Roi de France et de Navarre        | [ 219 ] [ 220 ] [ 221 ] |
|                | Луи-Филипп I (1773—1850) фр. Louis-Philippe I | 2 августа 1830   | 9 августа 1830                        | Орлеаны фр. Orléans     | генерал-лейтенант королевства фр. Lieutenant général du royaume | [ 222 ] [ 223 ] [ 224 ] |
| 9 августа 1830 | Луи-Филипп I (1773—1850) фр. Louis-Philippe I | 24 февраля 1848  | король французов фр. Roi des Français | Орлеаны фр. Orléans     |                                                                 | [ 222 ] [ 223 ] [ 224 ] |

### Вторая республика и Вторая империя (1848—1870)
Вторая республика была провозглашена в ходе революции 1848 года, после отречения короля Луи-Филиппа I 24 февраля 1848 года и формирования временного правительства, вставшего во главе государства. 9 мая его сменила исполнительная комиссия. После начала июньского восстания 23 июня военному министру Эжену Кавеньяку было вверено командование военными силами; на следующий день исполнительная комиссия сложила полномочия, и учредительное собрание передало ему диктаторские полномочия. Подавив восстание, 29 июня Кавеньяк сложил полномочия диктатора и был назначен главой правительства. Избранный 10 декабря президентом Луи-Наполеон Бонапарт 2 декабря 1851 года совершил государственный переворот, распустив законодательное собрание. Плебисцит, проведённый 220 декабря 1851 года, вручил ему «необходимую власть для проведения в жизнь конституции на началах, предложенных в его прокламации 2 декабря», включая положение ответственности министров только перед избираемым на 10 лет президентом; 14 января 1852 года изменения были опубликованы в виде составленной Л.-Н. Бонапартом новой конституции.
| Портрет      | Имя (годы жизни) | Полномочия      | Полномочия                                                           | Наименование должности                                                        | Пр.                     |
| Портрет      | Имя (годы жизни) | Начало          | Окончание                                                            | Наименование должности                                                        | Пр.                     |
| ------------ | --- | --------------- | -------------------------------------------------------------------- | ----------------------------------------------------------------------------- | ----------------------- |
|              | Жак-Шарль Дюпон де л’Эр (1767—1855) фр. Jacques Charles Dupont de l’Eure                                                                | 24 февраля 1848 | 9 мая 1848                                                           | Председатель Совета министров фр. Président du Conseil des Ministres          | [ 228 ] [ 229 ] [ 230 ] |
|              | Доминик Франсуа Жан Араго (1786—1853) фр. Dominique François Jean Arago                                                                 | 9 мая 1848      | 24 июня 1848                                                         | Председатель Исполнительной комиссии фр. Président de la Commission exécutive | [ 231 ] [ 232 ] [ 233 ] |
|              | Луи Эжен Кавеньяк (1802—1857) фр. Louis Eugène Cavaignac                                                                                | 24 июня 1848    | 29 июня 1848                                                         | Глава исполнительной власти фр. Chef du Pouvoir exécutif                      | [ 234 ] [ 235 ] [ 236 ] |
| 29 июня 1848 | Луи Эжен Кавеньяк (1802—1857) фр. Louis Eugène Cavaignac                                                                                | 20 декабря 1848 | Председатель Совета министров фр. Président du Conseil des Ministres |                                                                               | [ 234 ] [ 235 ] [ 236 ] |
|              | Луи-Наполеон Бонапарт (1808—1873) фр. Louis-Napoléon Bonaparte урожд. Шарль-Луи Наполеон Бонапарт фр. Charles-Louis Napoléon Bonaparte) | 20 декабря 1848 | 2 декабря 1852                                                       | Президент Французской республики фр. Président de la République française     | [ 237 ] [ 238 ] [ 239 ] |

7 ноября 1852 года сенат провозгласил восстановление империи; проведённый 21 ноября плебисцит утвердил это постановление, и 2 декабря Луи-Наполеон Бонапарт под именем Наполеон III был провозглашён Милостью Божьей и волей народа, императором французов (фр. Par la grâce de Dieu et la volonté nationale, Empereur des Français), ознаменовав создание Второй империи (фр. Second Empire, официально — Империя французов, Empire des Français), период бонапартистской диктатуры, свергнутой в 1870 году Сентябрьской революцией после того, как император в ходе франко-прусской войны попал в немецкий плен под Седаном 2 сентября 1870 года, и на заседании законодательного корпуса утром 4 сентября ворвавшаяся в палату толпа провозгласила республику и назначила Правительство национальной обороны.
| Портрет | Имя (годы жизни)                          | Правление      | Правление       | Династия                | Особенности титула                            | Пр.                     |
| Портрет | Имя (годы жизни)                          | Начало         | Окончание       | Династия                | Особенности титула                            | Пр.                     |
| ------- | ----------------------------------------- | -------------- | --------------- | ----------------------- | --------------------------------------------- | ----------------------- |
|         | Наполеон III (1808—1873) фр. Napoléon III | 2 декабря 1852 | 4 сентября 1870 | Бонапарты фр. Bonaparte | император французов фр. Empereur des Français | [ 237 ] [ 238 ] [ 239 ] |

### Третья республика (1870—1940)
Третья республика (фр. Troisième République) — политический режим, существовавший во Франции с 1870 по 1940 годы, основанный на действии конституционных законов 1875 года. Его формированию способствовало то, что после битвы при Седане в ходе франко-прусской войны император Наполеон III 2 сентября 1870 года сдался в плен. На заседании законодательного корпуса в ночь с 3 на 4 сентября Жюль Фавр предложил низложить императора и избрать временное правительство. Утром ворвавшейся в парламент толпой была провозглашена республика и назначено «правительство национальной обороны». После капитуляции Парижа (28 января 1871 года) правительство, с согласия немцев, провело 8 февраля выборы в национальное собрание, которое 17 февраля 1871 года избрало «главой исполнительной власти французской республики» Адольфа Тьера, а 31 августа 1871 года — утвердило его президентом Французской Республики (фр. Président de la République Française).
11 июля 1940 года, после поражения Франции и оккупации большей её части Германией, президент Альбер Лебрен был отрешён от власти Национальным собранием, созванным в Виши и передавшим власть и полномочия главы государства маршалу Анри-Филиппу Петену, что означало де-факто конец Третьей республики и установление коллаборационистского режима Виши.
| Портрет | Имя (годы жизни)                                                                            | Полномочия       | Полномочия       | Пр.                     |
| Портрет | Имя (годы жизни)                                                                            | Начало           | Окончание        | Пр.                     |
| ------- | ------------------------------------------------------------------------------------------- | ---------------- | ---------------- | ----------------------- |
|         | Луи Жюль Трошю (1815—1896) фр. Louis Jules Trochu                                           | 4 сентября 1870  | 13 февраля 1871  | [ 248 ] [ 249 ] [ 250 ] |
|         | Дени Бенуа д’Ази (1796—1880) фр. Denis Benoist d’Azy                                        | 13 февраля 1871  | 16 февраля 1871  | [ 251 ] [ 252 ] [ 253 ] |
|         | Франсуа Поль Жюль Греви (1807—1891) фр. François Paul Jules Grévy                           | 16 февраля 1871  | 17 февраля 1871  | [ 254 ] [ 255 ] [ 256 ] |
|         | Мари Жозеф Луи Адольф Тьер (1797—1877) фр. Marie Joseph Louis Adolphe Thiers                | 17 февраля 1871  | 24 мая 1873      | [ 257 ] [ 258 ] [ 259 ] |
|         | Мари Эдм Патрис Морис де Мак-Маон (1808—1893) фр. Marie Edme Patrice Maurice de Mac Mahon   | 24 мая 1873      | 30 января 1879   | [ 260 ] [ 261 ] [ 262 ] |
|         | Жюль-Арман-Станислас Дюфор (1798—1881) фр. Jules Armand Stanislas Dufaure                   | 30 января 1879   | 30 января 1879   | [ 263 ] [ 264 ] [ 265 ] |
|         | Франсуа Поль Жюль Греви (1807—1891) фр. François Paul Jules Grévy                           | 30 января 1879   | 2 декабря 1887   | [ 254 ] [ 255 ] [ 256 ] |
|         | Морис Пьер Рувье (1842—1911) фр. Maurice Pierre Rouvier                                     | 2 декабря 1887   | 3 декабря 1887   | [ 266 ] [ 267 ] [ 268 ] |
|         | Мари Франсуа Сади Карно (1837—1894) фр. Marie François Sadi Carnot                          | 3 декабря 1887   | 25 июня 1894     | [ 269 ] [ 270 ] [ 271 ] |
|         | Шарль Александр Дюпюи (1851—1923) фр. Charles-Alexandre Dupuy                               | 25 июня 1894     | 27 июня 1894     | [ 272 ] [ 273 ] [ 274 ] |
|         | Жан Поль Пьер Казимир Казимир-Перье (1847—1907) фр. Jean Paul Pierre Casimir Casimir-Périer | 27 июня 1894     | 16 января 1895   | [ 275 ] [ 276 ] [ 277 ] |
|         | Шарль Александр Дюпюи (1851—1923) фр. Charles-Alexandre Dupuy                               | 16 января 1895   | 17 января 1895   | [ 272 ] [ 273 ] [ 274 ] |
|         | Феликс Франсуа Фор (1841—1899) фр. Félix François Faure                                     | 17 января 1895   | 16 февраля 1899  | [ 278 ] [ 279 ] [ 280 ] |
|         | Шарль Александр Дюпюи (1851—1923) фр. Charles-Alexandre Dupuy                               | 16 февраля 1899  | 18 февраля 1899  | [ 272 ] [ 273 ] [ 274 ] |
|         | Эмиль Франсуа Лубе (1838—1929) фр. Émile François Loubet                                    | 18 февраля 1899  | 18 февраля 1906  | [ 281 ] [ 282 ] [ 283 ] |
|         | Клеман Арман Фальер (1841—1931) фр. Clément Armand Fallières                                | 18 февраля 1906  | 18 февраля 1913  | [ 284 ] [ 285 ] [ 286 ] |
|         | Раймон Никола Ландри Пуанкаре (1860—1934) фр. Raymond Nicolas Landry Poincaré               | 18 февраля 1913  | 18 февраля 1920  | [ 287 ] [ 288 ] [ 289 ] |
|         | Поль Эжен Луи Дешанель (1855—1922) фр. Paul Eugène Louis Deschanel                          | 18 февраля 1920  | 21 сентября 1920 | [ 290 ] [ 291 ]         |
|         | Этьен Александр Мильеран (1859—1943) фр. Étienne Alexandre Millerand                        | 21 сентября 1920 | 11 июня 1924     | [ 292 ] [ 293 ] [ 294 ] |
|         | Фредерик Франсуа-Марсаль (1874—1958) фр. Frédéric François-Marsal                           | 11 июня 1924     | 13 июня 1924     | [ 295 ] [ 296 ] [ 297 ] |
|         | Пьер Поль Анри Гастон Думерг (1863—1937) фр. Pierre Paul Henri Gaston Doumergue             | 13 июня 1924     | 13 июня 1931     | [ 298 ] [ 299 ] [ 300 ] |
|         | Жозеф Атаназ Поль Думер (1857—1932) фр. Joseph Athanase Paul Doumer                         | 13 июня 1931     | 7 мая 1932       | [ 301 ] [ 302 ] [ 303 ] |
|         | Андре Пьер Габриель Амеде Тардьё (1876—1945) фр. André Pierre Gabriel Amédée Tardieu        | 7 мая 1932       | 10 мая 1932      | [ 304 ] [ 305 ]         |
|         | Альбер Франсуа Лебрен (1871—1950) фр. Albert François Lebrun                                | 10 мая 1932      | 11 июля 1940     | [ 306 ] [ 307 ]         |

### Режим Виши и Временное правительство (1940—1947)
Режим Виши (фр. le régime de Vichy), официальное название Французское государство (фр. l'État français) — коллаборационистский режим в Южной Франции, появившийся после поражения Франции в начале Второй мировой войны и падения Парижа в 1940 году. Одновременно Северная Франция и атлантическое побережье были оккупированы нацистской Германией с согласия Вишистского правительства. Режим существовал с 10 июля 1940 года по 22 апреля 1945 года (де-факто до 25 августа 1944 года), официально придерживался нейтралитета, но фактически проводил политику в интересах стран «оси». Его название связано с названием курортного города Виши, где 10 июля 1940 года собралось Национальное собрание, постановившее передать диктаторскую власть маршалу Анри Филиппу Петену, провозгласив его главой государства (фр. Chef de l'État français). Это ознаменовало конец Третьей республики. Правительство Петена и в дальнейшем пребывало в Виши. В ноябре 1942 года Германия оккупировала всю территорию Франции, с этого момента власть правительства стала номинальной. После освобождения Парижа 20 августа 1944 года Петен согласился покинуть Виши. 1 сентября в швабском замке Зигмаринген была учреждена Комиссия французского правительства по защите национальных интересов, существовавшая в качестве правительства в изгнании вплоть до 23 апреля 1945 года.
| Портрет | Имя (годы жизни)                                                                             | Полномочия   | Полномочия      | Пр.                     |
| Портрет | Имя (годы жизни)                                                                             | Начало       | Окончание       | Пр.                     |
| ------- | -------------------------------------------------------------------------------------------- | ------------ | --------------- | ----------------------- |
|         | Анри Филипп Бенони Омер Жозеф Петен (1856—1951) фр. Henri Philippe Benoni Omer Joseph Pétain | 11 июля 1940 | 20 августа 1944 | [ 310 ] [ 311 ] [ 312 ] |

Признанное странами антигитлеровской коалиции Временное правительство Французской республики (фр. Gouvernement provisoire de la République française) было образовано 3 июня 1944 года на основе Французского комитета национального освобождения. В Париж из Алжира оно смогло вернуться 14 июня. Учредительное собрание, избранное 21 октября 1945 года, не смогло подготовить проект новой конституции (он был отклонён на референдуме 5 мая 1946 года). Избранное 2 июня 1946 года новое Учредительное собрание в сентябре приняло проект Конституции, который был одобрен на референдуме 13 октября; 16 января 1947 года избранным президентом республики Венсаном Ориолем было образовано первое конституционное правительство Четвёртой республики. Де-факто в период с 20 августа 1944 года председатель Временного правительства (фр. Président du gouvernement provisoire de la République française) являлся главой французского государства.
| Портрет | Имя (годы жизни)                                                                     | Полномочия      | Полномочия     | Пр.                     |
| Портрет | Имя (годы жизни)                                                                     | Начало          | Окончание      | Пр.                     |
| ------- | ------------------------------------------------------------------------------------ | --------------- | -------------- | ----------------------- |
|         | Шарль Андре Жозеф Мари де Голль (1890—1970) фр. Charles André Joseph Marie de Gaulle | 20 августа 1944 | 26 января 1946 | [ 315 ] [ 316 ] [ 317 ] |
|         | Феликс Жан Гуэн (1884—1977) фр. Félix Jean Gouin                                     | 26 января 1946  | 12 июня 1946   | [ 318 ]                 |
|         | Жорж Огюстен Бидо (1899—1983) фр. Georges-Augustin Bidault                           | 24 июня 1946    | 28 ноября 1946 | [ 319 ] [ 320 ] [ 321 ] |
|         | Андре Леон Блюм (1872—1950) фр. André Léon Blum                                      | 16 декабря 1946 | 16 января 1947 | [ 322 ] [ 323 ] [ 324 ] |

### Четвёртая и Пятая республики (с 1947)
Четвёртая республика (фр. Quatrième République) — политический режим, существовавший во Франции с 27 октября 1946 года по 4 октября 1958 года. В сентябре 1946 года Учредительное собрание, избранное 2 июня 1946 года, приняло проект конституции, затем одобренный на референдуме 13 октября. В 1958 году на волне алжирского кризиса правительство возглавил Шарль де Голль, инициировавший конституционную реформу с установлением президентской республики. 4 октября 1958 года новая конституция была принята после одобрения её текста на референдуме.
Пятая республика (фр. Cinquième République) — политический режим, существующий во Франции с 4 октября 1958 года, даты принятия новой конституции.
По Конституции Андорры, одобренной на прошедшем 14 марта 1993 года референдуме, президент Франции, осуществляющий суверенные права в отношении Андорры, использует объединённый титул президент Французской Республики, князь-соправитель Андорры (кат. President de la República Francesa, Copríncep d’Andorra).
| Портрет | Имя (годы жизни)                                                                                    | Полномочия     | Полномочия     | Пр.                     |
| Портрет | Имя (годы жизни)                                                                                    | Начало         | Окончание      | Пр.                     |
| ------- | --------------------------------------------------------------------------------------------------- | -------------- | -------------- | ----------------------- |
|         | Жюль Венсан Ориоль (1884—1966) фр. Jules Vincent Auriol                                             | 16 января 1947 | 16 января 1954 | [ 329 ] [ 330 ] [ 331 ] |
|         | Жюль Гюстав Рене Коти (1882—1962) фр. Jules Gustave René Coty                                       | 16 января 1954 | 8 января 1959  | [ 332 ] [ 333 ] [ 334 ] |
|         | Шарль Андре Жозеф Мари де Голль (1890—1970) фр. Charles André Joseph Marie de Gaulle                | 8 января 1959  | 28 апреля 1969 | [ 315 ] [ 316 ] [ 317 ] |
|         | Ален Эмиль Луи Мари Поэр (1909—1996) фр. Alain Émile Louis Marie Poher                              | 28 апреля 1969 | 20 июня 1969   | [ 335 ] [ 336 ]         |
|         | Жорж Жан Раймон Помпиду (1911—1974) фр. Georges Jean Raymond Pompidou                               | 20 июня 1969   | 2 апреля 1974  | [ 337 ] [ 338 ] [ 339 ] |
|         | Ален Эмиль Луи Мари Поэр (1909—1996) фр. Alain Émile Louis Marie Poher                              | 2 апреля 1974  | 27 мая 1974    | [ 335 ] [ 336 ]         |
|         | Валери Рене Мари Жорж Жискар д’Эстен (1926—2020) фр. Valéry René Marie Georges Giscard d’Éstaing    | 27 мая 1974    | 21 мая 1981    | [ 340 ] [ 341 ] [ 342 ] |
|         | Франсуа Морис Адриен Мари Миттеран (1916—1996) фр. François Maurice Adrien Marie Mitterrand         | 21 мая 1981    | 17 мая 1995    | [ 343 ] [ 344 ] [ 345 ] |
|         | Жак Рене Ширак (1932—2019) фр. Jacques René Chirac                                                  | 17 мая 1995    | 16 мая 2007    | [ 346 ] [ 347 ] [ 348 ] |
|         | Никола Поль Стефан Саркози де Надь-Боча (род. 1955) фр. Nicolas Paul Stéphane Sárközy de Nagy-Bócsa | 16 мая 2007    | 15 мая 2012    | [ 349 ] [ 350 ] [ 351 ] |
|         | Франсуа Жерар Жорж Никола Олланд (род. 1954) фр. François Gérard Georges Nicolas Hollande           | 15 мая 2012    | 14 мая 2017    | [ 352 ] [ 353 ] [ 354 ] |
|         | Эмманюэль Жан Мишель Фредерик Макрон (род. 1977) фр. Emmanuel Jean-Michel Frédéric Macron           | 14 мая 2017    | царствующий    | [ 355 ] [ 356 ] [ 357 ] |